# Koldbrann
Koldbrann – norweska grupa muzyczna wykonująca black metal. Powstała 2001 roku w miejscowości Drammen.

## Dyskografia
Dema
- Pre-Prod 2002 (2002, wydanie własne)
- Mislyder fra Det Nekrotiske Kammer (2002, wydanie własne)

Albumy studyjne
- Nekrotisk Inkvisition (2003, wydanie własne)
- Moribund (2006, Twilight Vertrieb)
- Vertigo (2013, Season of Mist)

Minialbumy
- Atomvinter (2006, Apocalyptic Empire Records)
- Stigma: På kant med livet (2008, Twilight Vertrieb)

Splity
- Skamslaadte Engler/Fredlos (2004, Aftermath Music)
- Koldbrann/Faustcoven (2006, Cryptia Productions)

Inne
- Live at Ragnarök Festival 2007 (DVD, 2007, wydanie własne)